# Чёрное Рождество (фильм, 1974)
«Чёрное Рождество» (англ. Black Christmas) — канадский слэшер 1974 года режиссёра Боба Кларка. Также было выпущено два ремейка под тем же названием в 2006 и в 2019 году.
Фильм повествует о группе студентов колледжа, которые столкнулись с невменяемым серийным убийцей, скрывающимся в женском общежитии. Фильм был вдохновлен городской легендой «Няня и незнакомец на втором этаже», а также инцидентом, произошедшим в канадском городе Уэстмаунт 17 ноября 1943 года, когда 14-летний Джордж Вебстер забил до смерти бейсбольной битой свою мать (в январе 1944 года он был признан невменяемым и отправлен в лечебницу). Считается историками кино одним из первых фильмов ужасов в жанре слэшер.

## Сюжет
Женское общежитие празднует Рождество. В это время таинственный незнакомец проникает в их дом через открытое окно чердака. Во время вечеринки одна из девушек, Джесс, получает непристойный телефонный звонок от неизвестного человека. В трубке слышны неприятные звуки и угрозы. Девушки напуганы. Вскоре после этого Клэр идет наверх, чтобы собрать вещи для поездки домой. В своей комнате она находит кота миссис МакГенри, Клода, и сгоняет его с кровати. Пока Клэр упаковывает вещи, она слышит мяуканье из шкафа. Она подходит туда и на неё нападает тот самый проникший в дом человек. Он душит её полиэтиленовым мешком для одежды. Убийца несёт мёртвое тело на чердак и усаживает его в кресло-качалку рядом с окном чердака и кладет на её колени куклу.
На следующий день мистер Харрисон, отец Клэр, не дождавшись возвращения дочери домой, идет в женское общежитие. Тем временем Джесс встречает своего друга, Питера Смита, начинающего пианиста, и сообщает ему, что она беременна и хочет сделать аборт. Питер, расстроенный её решением, решает обсудить это позже. Мистер Харрисон вместе с Барби и Фил прибывают в полицейский участок, чтобы объявить Клэр в розыск. Сержант Нэш не принимает заявление и говорит, что Клэр, наверное, «скрывается с любовником». После Джесс сообщает парню Клэр, Крису, и сержанту об исчезновении девушки. После резкого отказа Нэша они спешат обратно в полицейский участок, чтобы обсудить исчезновение с лейтенантом Кеннетом Фуллером. В это же время в участке находится женщина, которая сообщает о пропаже её тринадцатилетней дочери, Дженис.
В тот вечер мистер Харрисон, Крис, и сестры женского общества решают присоединиться к поискам с целью найти Дженис и Клэр. Вернувшись в дом, миссис МакГенри, глава женского общежития, слышит мяуканье Клода на чердаке. Она поднимается по лестнице и видит тело Клэр, но убийца запускает крюк в голову миссис Мак и убивает её.
Поисковый отряд находит в парке мертвое тело пропавшей девочки. Джесс возвращается домой и опять получает непристойный телефонный звонок. Девушка звонит в полицию, чтобы сообщить об этом. Тут приезжает Питер и спорит с Джесс о её решении сделать аборт. Питер разочаровывается и выходит из дому в тот момент, когда туда заходит лейтенанта Фуллер. Техник устанавливает на телефон жучок, чтобы определить, откуда звонит маньяк. У дверей дома остаётся дежурить полицейский.
Барби напивается и уходит в свою комнату спать. Убийца проникает в её комнату и закалывает её рогом сувенирного единорога. Джесс ничего не слышит, так как у её дверей поёт детский хор. Чуть позже ей снова звонит маньяк, но быстро вешает трубку и полицейские не успевают вычислить, откуда он звонил. Вслед за этим сразу звонит Питер. Он плачет и просит не убивать ребёнка. Он, очевидно, имеет в виду аборт, который собирается сделать Джесс. Но лейтенанта наводят на подозрения его нервное состояние и просьба «не убивать ребёнка». Джесс также начинает подозревать Питера. Но тут они с Фил понимают, что Питер находился в доме во время одного из предыдущих звонков, и значит, убийца не он. Фил идет наверх спать, но сначала решает проверить Барби. Как только Фил входит в комнату Барби, дверь внезапно закрывается.
Во время следующего звонка полиция устанавливает, что звонящий находится в том же доме, что он звонит, с другого телефона, для которого выделен отдельный номер. Девушке приказано покинуть дом немедленно, но она кладет трубку и зовёт Барб и Фил, затем вооружается кочергой и идёт наверх. Она находит мёртвых подруг и маньяк тут же на неё нападает. Он гонится за ней по дому, пока Джесс не запирается в подвале. Тут в подвал через окно залезает Питер. Испуганная Джесс, не зная, можно ли ему доверять, забивается в угол.
Лейтенант Фуллер и прибывшая полиция находят сторожащего дом офицера мёртвым в своем автомобиле. Услышав крик Джесс, они устремляются внутрь и находят в подвале Джесс без сознания, а Питера мёртвым. Джесс переносят в комнату в постель. Фуллер и офицеры приходят к выводу, что Питер скорее всего и был убийцей. Они также обсуждают тот факт, что тело Клэр до сих пор не было найдено, ведь они так и не осмотрели чердак. Офицеры покинули Джесс, чтобы дать ей поспать, сказав, что свой человек будет сторожить у входной двери. Все уходят, остаётся один полицейский на крыльце. Видно, что тела Клэр и миссис Мак всё так же лежат на чердаке, а убийца шепчет: «Агнесса? Это я, Билли». Камера отъезжает назад, показывая весь дом, телефон всё продолжает звонить и стихает только после окончания финальных титров.

## В ролях
- Оливия Хасси — Джесс Брэдфорд
- Кир Дулли — Питер Смит
- Марго Киддер — Барбара «Барб» Коард
- Джон Сэксон — лейтенант Кеннет Фуллер
- Андреа Мартин — Филлис «Фил» Карлсон
- Мэриан Велдман — миссис «Мак» МакГенри
- Джеймс Эдмонд мл. — мистер Харрисон
- Даг МакГрат — сержант Нэш
- Арт Хиндл — Крис Гайден
- Линн Гриффин — Клэр Харрисон
- Ник Манкузо — «Билли» (голос)
- Реджинальд Х. Моррис — «Билли»

По словам Боба Кларка, голос «Билли» в телефонных разговорах был комбинацией голосов трёх человек: его собственного, Манкузо и неизвестной актрисы. В 2014 году Манкузо сказал, что возможно этой актрисой была Энн Суини.
В большинстве сцен «Билли» изображал оператор фильма Реджинальд Х. Моррис — для этого он закрепил камеру у себя на плече, что позволило снять эффектные кадры якобы от лица «Билли». Аналогично руки «Билли» в большинстве сцен принадлежали тоже Моррису. Однако спустя годы Боб Кларк так и не смог вспомнить, кто именно изображал Билли в сцене, где Джесс видит его глаз в дверной щели. The following year, on December 3, 2002, Critical Mass released a Collector’s Edition of the film on DVD with making-of documentaries, two audio commentary tracks, and reversible English and French cover artwork.

## История создания
Сценарий был написан канадским писателем Роем Муром, который был основан на реальной серии убийств, произошедших в Квебеке в рождественский сезон. Тем не менее, ходят слухи, что сценарий основан на городской легенде, а не на реальных случаях. Мур умер в конце 1980-х и никогда не интервьюировался насчёт фильма. Одна часть была напечатана, а другая написана от руки. Мур завершил работу над сценарием и передал в руки режиссёру Бобу Кларку. Кларк сделал несколько изменений в диалогах, поработал над размещением камер и добавил несколько других моментов. На последней странице Кларк отписался, назвав сценарий «чертовски хорошим». Оригинальный сценарий в полном объёме был выпущен в качестве функции DVD-ROM на одном из DVD-релизов.

## Название фильма
Сценарным названием фильма было «Останови меня» (англ. Stop Me).
Изначально в прокате фильм назывался «Тихая ночь, зловещая ночь» (англ. Silent Night, Evil Night) (с отсылкой на название рождественского гимна). Решение сменить название «Чёрное рождество» (англ. Black Christmas) (с отсылкой на популярную песню) связано с тем, чтобы не ввести зрителя в заблуждения, который мог предположить, что это фильм про чернокожих. По окончании проката ему вернули это название.
Потом фильм был переименован в «Незнакомец в доме» для показа на ТВ. Впервые фильм был показан на канале HBO в 1977-м.
В 1978 году канал NBC устроил телепремьеру фильма под названием «Незнакомец в доме» (изначально он хотел показать фильм с 28 января, но вынужден был перенести показ на май, потому что 15 января Тед Банди учинил бойню в университете Флориды)

## Релиз
Фильм «Чёрное Рождество» был официально показан 11 октября 1974 года в Канаде и 20 декабря 1974 года в Соединённых Штатах, где он собрал 4 053 000 долларов США. Фильм был выпущен в октябре 1975 года в Нью-Йорке и Чикаго и был показан в Вирджинии в июле 1975 года под названием «Тихая ночь, зловещая ночь» (англ. Silent Night, Evil Night). Общие сборы международного проката фильма составили более 4 млн долларов США, превысив бюджет в 620 000 долларов. Когда «Чёрное Рождество» выпустили в Великобритании, BBFC вырезало слово «cunt», а также ряд других грубых ссылок во время непристойных разговоров по телефону.